# Neoseiulus calorai
Neoseiulus calorai är en spindeldjursart som först beskrevs av Corpuz-Raros och Rimando 1966.  Neoseiulus calorai ingår i släktet Neoseiulus och familjen Phytoseiidae. Inga underarter finns listade i Catalogue of Life.